# Duseviulisoma fibula
Duseviulisoma fibula är en mångfotingart som beskrevs av Demange 1971. Duseviulisoma fibula ingår i släktet Duseviulisoma och familjen orangeridubbelfotingar. Inga underarter finns listade i Catalogue of Life.